# Roberth Blom
Roberth Blom är en svensk dansare med bugg och dubbelbugg som specialitet som tävlar för Västkustbuggarna. Tillsammans med Jennie och Malin Rönnbrant, som han dansat med sedan 2009, har han bland annat vunnit SM och VM i dubbelbugg 2012.